# Liste der Biografien/Hofr
Liste der Biografien |
Portal Biografien |
Personensuche
# |
A |
B |
C |
D |
E |
F |
G |
H |
I |
J |
K |
L |
M |
N |
O |
P |
Q |
R |
S |
T |
U |
V |
W |
X |
Y |
Z |
?
 
Ha |
Hd |
He |
Hi |
Hj |
Hk |
Hl |
Hm |
Hn |
Ho |
Hr |
Hs |
Ht |
Hu |
Hv |
Hw |
Hy
 
Hoa |
Hob |
Hoc |
Hod |
Hoe |
Hof |
Hog–Hok |
Hol |
Hom |
Hon |
Hoo |
Hop |
Hoq |
Hor |
Hos |
Hot |
Hou |
Hov |
How |
Hox |
Hoy |
Hoz
 
Hofa |
Hofb |
Hofd |
Hofe |
Hoff |
Hofg |
Hofh |
Hofi |
Hofk |
Hofl |
Hofm |
Hofn |
Hofp |
Hofr |
Hofs |
Hoft |
Hofv |
Hofw |
Hofz
Die Liste der Biografien führt alle Personen auf, die in der deutschsprachigen Wikipedia einen Artikel haben. Dieses ist eine Teilliste mit 17 Einträgen von Personen, deren Namen mit den Buchstaben „Hofr“ beginnt.

## Hofr

### Hofra
- Hofrath, Marcel (* 1993), deutscher Fußballspieler

### Hofre
- Hofreiter, Anton (* 1970), deutscher Politiker (Bündnis 90/Die Grünen), MdB, BiologeAnton Hofreiter (* 1970)
- Hofreiter, Karl, deutscher Maler

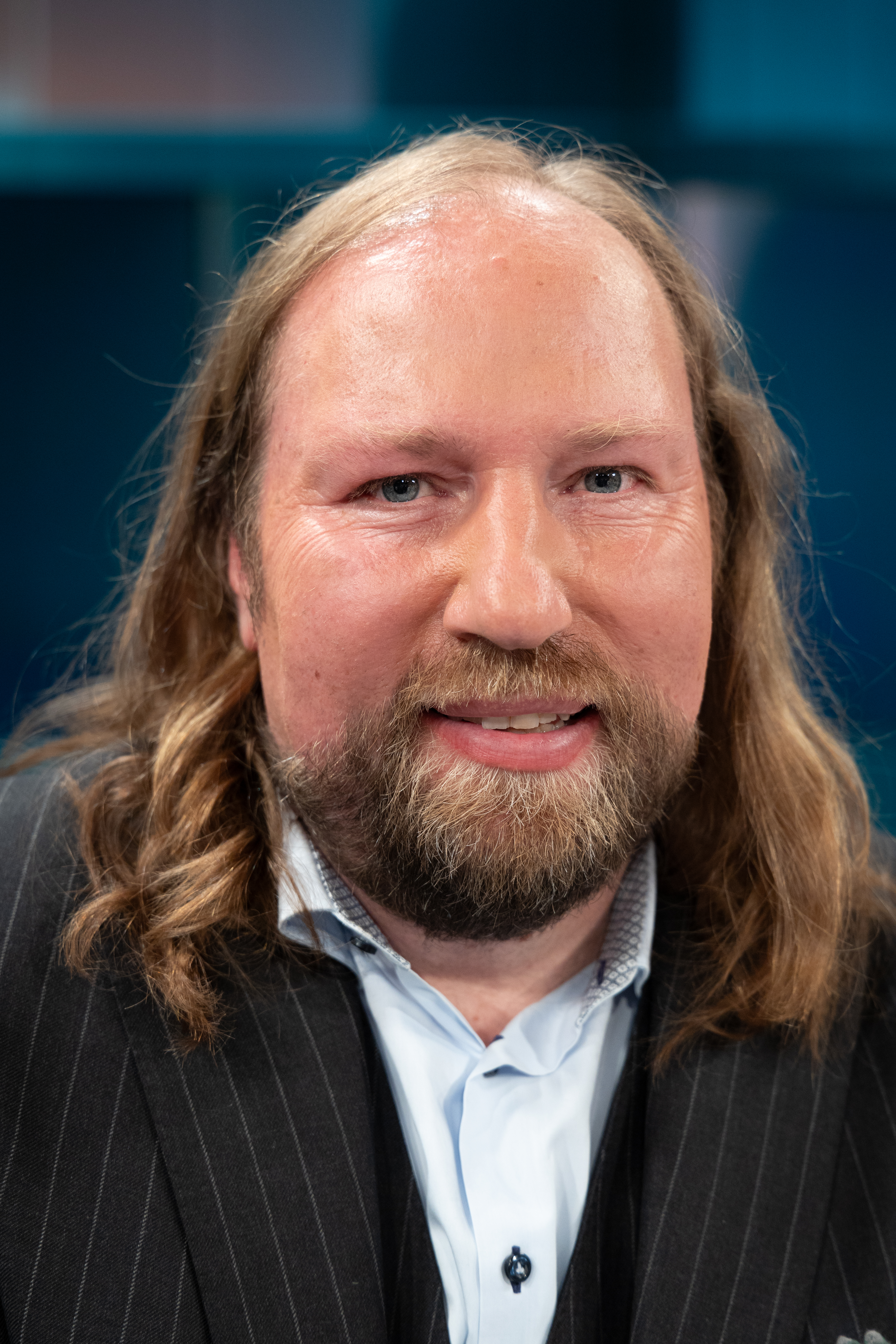
Anton Hofreiter (* 1970)

- Hofreiter, Michael (* 1973), deutscher Evolutionsbiologe und Hochschullehrer
- Hofreiter, Nikolaus (1904–1990), österreichischer Mathematiker
- Hofreiter, Siegfried (* 1962), deutscher Manager

### Hofri
- Hofrichter, Adolf (1857–1916), deutscher Politiker (SPD), MdR
- Hofrichter, Adolf (1880–1945), österreich-ungarischer Oberleutnant
- Hofrichter, Christoph (* 1946), deutscher Schauspieler und Regisseur
- Hofrichter, Dorli (* 1935), österreichische Diskuswerferin und Kugelstoßerin
- Hofrichter, Hans Heinrich (1863–1945), deutscher Offizier und SA-Führer, zuletzt im Rang eines SA-Brigadeführers
- Hofrichter, Hartmut (* 1939), deutscher Architekt
- Hofrichter, Jonas (* 1986), deutscher Künstler
- Hofrichter, Martha (1872–1960), österreichische Grafikerin und Malerin
- Hofrichter, Peter (* 1940), österreichischer Theologe und Kirchenhistoriker
- Hofrichter, Robert (* 1957), österreichischer Zoologe, Meeresbiologe, Naturschützer, Buchautor, Journalist und Naturfotograf
- Hofrichter, Sterling (* 1996), US-amerikanischer American-Football-Spieler